# Rodopy

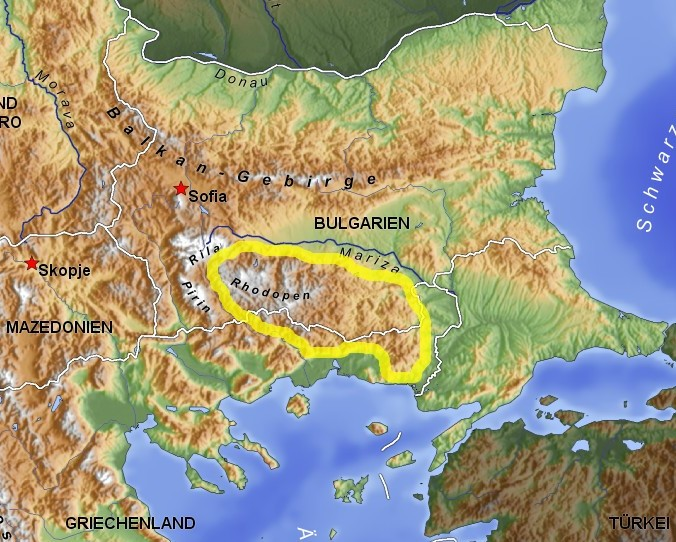
Rodopy

Rodopy (bułg. Родопи, gr. Ροδόπη) – pasmo górskie hercyńskiego Masywu Rodopskiego w południowej części Półwyspu Bałkańskiego.
Pasmo Rodopów jest stosunkowo zwarte, ma długość około 240 km, szerokość do 100 km i powierzchnię około 18 tys. km, z czego 14,5 tys. km w Bułgarii, reszta w Grecji. Na zachodzie dolina Jadenicy, przełęcz Awramowa, doliny Dreszenca i Mesty oddzielają Rodopy od pasm Riła i Pirin. Na północy zbocza Rodopów stromo opadają w Nizinę Górnotracką (część Niziny Trackiej). Na wschodzie obszerne doliny Maricy i Ergene, będące częścią Niziny Dolnotrackiej, dzielą Rodopy od niskich gór Sakar i Strandży. Na południu Rodopy stopniowo opadają ku wybrzeżu Morza Trackiego i nadbrzeżnym nizinom aluwialnym. Rodopy w całości leżą w zlewisku Morza Egejskiego.
Rodopy dzieli się na dwie główne części: wyższe (Golam Perelik, 2191 m n.p.m.) i rozleglejsze Rodopy Zachodnie oraz niższe (Wejkata, 1463 m n.p.m.) i mniejsze Rodopy Wschodnie. Granicę prowadzi się dolinami Kajalijki, Borowicy, Ardy i Wyrbicy.
Rzeźba Rodopów jest bardzo urozmaicona, głównie wskutek aktywności tektonicznej w trzeciorzędzie. Pasmo składa się z gnejsów i wapieni, na zachodzie również z granitów, miejscami spotyka się skały magmowe i andezyty oraz piaskowce. Występują zjawiska krasowe. Rodopy Zachodnie składają się z szeregu masywów oddzielonych głębokimi dolinami rzecznymi. Rodopy Wschodnie mają raczej charakter płaskowyżu bądź pogórza.
W Rodopach Zachodnich klimat jest górski, złagodzony przez masy ciepłego powietrza wstępujące na północ dolinami rzecznymi. W Rodopach Wschodnich klimat jest przejściowy między śródziemnomorskim a umiarkowanym.
Na południowych zboczach Rodopów przeważają krzewiaste zarośla kserofilne. Zbocza północne porastają lasy, głównie dębowe i bukowe. W Rodopach Zachodnich występują również lasy iglaste z udziałem brzozy (jest to najdalej wysunięte na południe miejsce w Europie, gdzie rosną brzoza brodawkowata i świerk pospolity).
Niższe partie gór, szczególnie w Rodopach Wschodnich, są zajęte pod uprawę tytoniu i winorośli. W Rodopach Zachodnich eksploatuje się tamtejsze lasy. W paśmie występują złoża rud metali: żelaza koło Chaskowa, chromu koło Krumowgradu, polimetaliczne koło Madanu. Źródła wód mineralnych. Uzdrowiska klimatyczne i balneologiczne.
Rodopy są ogólnie rzadko zaludnione. Rodopy Zachodnie (głównie obwód Smolan) stanowią największe skupisko Pomaków, Rodopy Wschodnie (głównie obwód Kyrdżali) – mniejszości tureckiej w Bułgarii. W greckiej części gór (regiony Macedonia Środkowa oraz Macedonia Wschodnia i Tracja) przetrwała ludność bułgarska, która jeszcze w XIX wieku stanowiła tam absolutną większość.
Nazwa „Rodopy” wywodzi się prawdopodobnie z trackiego określenia rod opa – „czerwona (rdzawa) woda”.